# Sergi Escobar
Pour les articles homonymes, voir Escobar.
Escobar i Roure est un nom catalan. Le premier nom de famille, paternel, est Escobar ; le second, maternel, souvent omis, est Roure ; les deux sont fréquemment liés par la conjonction « i ».
Sergi Escobar Roure (né le 22 septembre 1974 à Lérida en Catalogne) est un coureur cycliste espagnol, reconverti en manager d'équipe. Spécialiste des poursuites individuelle et par équipes sur piste, il est champion du monde individuel en 2004 à Melbourne et médaillé de cette discipline aux Jeux olympiques d'Athènes. Il fait également partie de l'équipe espagnole de poursuite par équipes médaillée de bronze cette année-là aux Jeux olympiques et aux championnats du monde avec Carlos Torrent, Carlos Castaño Panadero et Asier Maeztu. Durant sa carrière de coureur, il se consacre également à la route.

## Biographie
En 2005, il fait partie de l'équipe Illes Balears avec laquelle il participe au Tour d'Italie. Ses meilleurs résultats sur route durant cette saison sont une neuvième place au prologue du Giro et une deuxième place à la Clásica de Almería. Non conservé dans l'effectif, il intègre en 2006 la formation Grupo Nicolás Mateos et remporte le Tour de la Communauté de Madrid. Il n'est pas conservé au sein de l'effectif pour la saison 2008. En 2009, il intègre l'équipe Andorra-Grandvalira. Il retourne chez les amateurs en 2010.
En 2017, il prend la direction d'une nouvelle équipe basée en Malaisie, le Team Sapura Cycling.

## Palmarès sur piste

### Jeux olympiques
- Athènes 2004
  -  Médaillé de bronze de la poursuite individuelle
  -  Médaillé de bronze de la poursuite par équipes (avec Carlos Torrent, Carlos Castaño et Asier Maeztu)
- Pékin 2008
  - 10e de la poursuite individuelle

### Championnats du monde
- Stuttgart 2003
  -  Médaillé de bronze de la poursuite individuelle
- Melbourne 2004
  -  Champion du monde de la poursuite individuelle
  -  Médaillé de bronze de la poursuite par équipes (avec Carlos Torrent, Carlos Castaño et Asier Maeztu)
- Los Angeles 2005
  -  Médaillé d'argent de la poursuite individuelle
- Palma de Majorque 2007
  -  Médaillé de bronze de la poursuite individuelle
- Ballerup 2010
  - 8e de la poursuite par équipes
- Apeldoorn 2011
  - 11e de la poursuite individuelle

### Coupe du monde
| - 2002 - 2e de la poursuite à Monterrey - 2003 - 1er de la poursuite à Moscou - 3e de la poursuite au Cap - 2004 - Classement général de la poursuite - 1er de la poursuite à Aguascalientes - 2e de la poursuite à Manchester - 3e de la poursuite par équipes à Aguascalientes - 2004-2005 - 3e de la poursuite à Los Angeles - 2004-2005 - 1er de la poursuite à Los Angeles - 3e de la poursuite par équipes à Los Angeles | - 2007-2008 - 1er de la poursuite à Copenhague - 3e de la poursuite à Los Angeles - 2008-2009 - 1er de la poursuite à Cali - 2e de la poursuite par équipes à Cali - 2e de la poursuite par équipes à Copenhague - 2009-2010 - 2e de la poursuite à Manchester - 3e de la poursuite par équipes à Cali - 2010-2011 - 2e de la poursuite par équipes à Pékin - 3e de la poursuite par équipes à Cali |  |

### Championnats d'Espagne
- Champion d'Espagne de la poursuite individuelle : 1999, 2000, 2001, 2002, 2003, 2004, 2006, 2007, 2008 et 2010
- Champion d'Espagne de l'américaine (avec Antonio Miguel Parra) : 2004
- Champion d'Espagne de la poursuite par équipes :
  - 1997 (avec Isaac Gálvez, J. M. Fernández et O. Gomis)
  - 1999 (avec Isaac Gálvez, Carlos Torrent et Xavier Florencio)
  - 2000 (avec Isaac Gálvez, Carlos Torrent et David Regal)
  - 2003 (avec Antonio Miguel Parra (en), Sebastián Franco et Isaac Escolà)
  - 2004 (avec Antonio Miguel Parra (en), Sebastián Franco et Albert Ramiro)
  - 2006 (avec Sebastián Franco, Antonio Miguel Parra (en) et Carlos Torrent)
  - 2007 (avec Antonio Miguel Parra (en), Albert Ramiro et Carlos Torrent)
  - 2009 (avec Carlos Herrero, Antonio Miguel Parra (en) et Carlos Torrent)
- Champion d'Espagne de la course aux points : 2007 et 2010
- Champion d'Espagne de scratch : 2010

## Palmarès sur route

### Par années
| - 1999 - Champion de Catalogne sur route - Ronde et Boucles de Saint-Mont - 3e de la Cursa Ciclista del Llobregat - 2000 - Trofeu Joan Escolà - 2001 - Médaillé d'or du contre-la-montre aux Jeux méditerranéens - 6e étape du Tour de Lleida - 3e du championnat d'Espagne du contre-la-montre - 2002 - Cinturón a Mallorca : - Classement général - 1re étape (contre-la-montre) - Ronde et Boucles de Saint-Mont - 3e du Tour d'Albacete - 2003 - Champion de Catalogne sur route - 4e étape du Tour d'Alicante - 1re étape de la Cinturón a Mallorca (contre-la-montre) - 4e étape du Tour de León - 2e de la Cinturón a Mallorca - 3e du Tour de Tarragone - 2004 - Prologue du Tour d'Alicante - 1re étape de la Cinturón a Mallorca (contre-la-montre) - 1re étape de la Volta del Llagostí (contre-la-montre par équipes) - 3e étape du Tour d'Ávila - 3e du Tour d'Alicante | - 2005 - 2e de la Clásica de Almería - 2006 - Classement général du Tour de la communauté de Madrid - 2008 - Classement général du Tour de Castellón - Tour de Tarragone : - Classement général - 5ea étape (contre-la-montre) - 4e étape du Tour de Lleida - 2e et 4e étapes du Tour d'Ávila - 2e du championnat d'Espagne du contre-la-montre amateurs - 2009 - 4e étape du Tour du Chiapas - 2010 - 2e du Tour de Galice - 3e du championnat d'Espagne du contre-la-montre amateurs - 2011 - Gran Premi Sant Pere - 2e étape du Tour du Chiapas - 2012 - Champion de Catalogne sur route - 2013 - 2e du championnat de Catalogne du contre-la-montre - 2018 - Trofeu Vila de Juneda |  |

### Résultats sur les grands tours

#### Tour d'Italie
1 participation
- 2005 : abandon (17e étape)

### Classements mondiaux
| Année            | 2007 | 2008 | 2009   | 2010 | 2011 | 2012 |
| ---------------- | ---- | ---- | ------ | ---- | ---- | ---- |
| UCI America Tour |      |      |        | 188e |      | 208e |
| UCI Europe Tour  | 517e | 556e | 1 201e | 786e |      |      |